# 第三者委員会報告書格付け委員会
第三者委員会報告書格付け委員会（だいさんしゃいいんかいほうこくしょかくづけいいんかい）とは、第三者委員会の調査報告書に対する格付けを行う組織。

## 概要
2014年4月設立。（当初の活動期間は2017年3月までの予定だった。）
格付け結果は、公式ウェブサイトで公表される。なお、格付け対象の事案に関係性を有している委員は、格付けを含む全ての評価プロセスに関与しない。
運営費用は、委員による寄付金のみ。

## 委員
- 久保利英明（弁護士）委員長
- 國廣正（弁護士）副委員長
- 竹内朗（弁護士）事務局長
- 齊藤誠（弁護士）
- 塚原政秀（ジャーナリスト、元共同通信社社会部長）
- 行方洋一（弁護士）
- 野村修也（法学者、中央大学法科大学院教授）
- 八田進二（会計学者、青山学院大学名誉教授、大原大学院大学教授）
- 松永和紀（科学ジャーナリスト、元毎日新聞記者）

※2019年3月現在

### 退任
- 高巌（経済学者、経営学者）
- 塩谷喜雄（科学ジャーナリスト、元日本経済新聞社論説委員）2017年9月30日に死去[2]。

## 格付け対象
- 提携ローン業務適正化に関する特別調査委員会（みずほ銀行）※参照:みずほ銀行暴力団融資事件
- 第三者委員会（リソー教育）※参照:リソー教育#不祥事
- 慢性骨髄性白血病治療薬の医師主導臨床研究であるSIGN研究に関する社外調査委員会（ノバルティスファーマ株式会社）※参照:ノバルティス#白血病薬研究(SIGN研究)への関与
- 朝日新聞社第三者委員会（朝日新聞社）※参照:朝日新聞の慰安婦報道問題
- 第三者委員会（労働者健康福祉機構）※関連:障害者の雇用の促進等に関する法律
- 内部調査委員会（ジャパンベストレスキューシステム）※不正会計
- 第三者委員会（東芝）※参照:東芝粉飾決算事件
- 「免震積層ゴムの認定不適合」に関する社外調査チーム（東洋ゴム工業）※参照:TOYO_TIRE#沿革#注記
- 第三者委員会（王将フードサービス）※参照:王将フードサービス#不祥事、王将社長射殺事件
- 特別調査委員会（三菱自動車工業）※参照:三菱自動車工業#燃費試験の不正事件
- 社内調査委員会（東亜建設工業）※参照:東亜建設工業#不祥事
- 日本オリンピック委員会調査チーム（日本オリンピック委員会）※関連:2020年東京オリンピック構想、ラミーヌ・ディアック、竹田恆和#不祥事
- 第三者委員会（DeNA）※参照:ディー・エヌ・エー#「WELQ」に始まるキュレーションサイトの問題
- 第三者委員会（富士フイルムホールディングス）※海外子会社の不正会計
- 弁護士チーム（日産自動車）※参照:日産自動車#無資格者検査問題
- 神戸製鋼所 ※参照:神戸製鋼所#アルミ製品データ改竄
- 第三者委員会（雪印種苗）※関連:種苗法
- 日本大学アメリカンフットボール部における反則行為に関する第三者委員会（日本大学）※参照:日本大学フェニックス反則タックル問題
- 第三者委員会（東京医科大学）※参照:東京医科大学#女子受験生・三浪以上に対する一律減点
- 毎月勤労統計調査等に関する特別監察委員会（厚生労働省）※参照:毎月勤労統計調査#統計不正調査問題
- 外部調査委員会（レオパレス21） ※参照:レオパレス21#施工不備問題
- 第三者委員会（関西電力）※参照:関西電力#関西電力幹部らの金品受領・便宜供与問題
- 第三者委員会（ジャパンディスプレイ）※不正会計